# Emiliano Zapata (Cintalapa)
Emiliano Zapata es una localidad del estado mexicano de Chiapas. Es parte del municipio de Cintalapa.

## Toponimia
El nombre de la localidad rinde homenaje a Emiliano Zapata, héroe de la Revolución mexicana.

## Demografía
| Gráfica de evolución demográfica |
|                                  |

| Censo | Población |
| ----- | --------- |
| 1921  | 176       |
| 1930  | 287       |
| 1940  | 511       |
| 1950  | 595       |
| 1960  | 968       |
| 1970  | 1 092     |
| 1980  | 1 332     |
| 1990  | 1 223     |
| 2000  | 1 183     |
| 2010  | 1 507     |
| 2020  | 1 836     |